# Botho von Hülsen
Pour les articles homonymes, voir Hülsen.
Botho von Hulsen (né le 10 décembre 1815 à Berlin et mort le 30 septembre 1886) est directeur du théâtre royal prussien et président de l'Association allemande du théâtre (de).

## Origine
Botho von Hülsen est le fils du général de division prussien Hans von Hülsen (de) (1776-1849) et de son épouse Karoline, née von Klüchtzner (de) (1778-1830). Hülsen est lié à la famille Eulenburg (de) par l'intermédiaire de sa mère; l'écrivain Hans von Hülsen (de) est un parent éloigné.

## Biographie
Hülsen est formé dans le corps des cadets de Potsdam à partir de 1825. De là, il est affecté le 5 août 1833 au 1er régiment de grenadiers de la Garde de l'armée prussienne en tant que Portepeefähnrich et promu sous-lieutenant en février 1834. Entre 1841 et 1843, il est en poste à Königsberg où il fait notamment la connaissance de l'actrice Sophie Schröder-Devrient par le biais du théâtre. À partir de 1844, il se voit confier la représentation de petites pièces pour soutenir les troupes à Berlin.
En mars 1848, Hülsen prend part à la répression de la révolution de Mars à Berlin (de) et est nommé premier lieutenant et adjudant du régiment début avril. À ce poste, il est utilisé pendant la première guerre de Schleswig et en 1849 lors de la répression de le soulèvement de mai à Dresde. Pendant cette période politiquement difficile (révolution 1848/49), le roi Frédéric-Guillaume IV le nomme directeur général de la musique de cour. Le 12 avril 1851, Hülsen obtient son départ avec le caractère de capitaine et la permission de porter l'uniforme régimentaire.
Avec ses adieux en mai 1851, il est nommé chambellan et, à la demande du roi Frédéric-Guillaume IV, intendant général des Théâtres royaux de Berlin (théâtre de la cour de Berlin, Staatsoper Unter den Linden), succédant à Theodor von Küstner (de), et prend ses fonctions le 1er juin. En 1866, Hülsen est commandé au gouvernement de Berlin en tant que major et adjudant pour la durée de la guerre austro-prussienne. La même année, les théâtres de la cour de Cassel (de), Hanovre et Wiesbaden sont placés sous sa direction par arrêté royal.
En 1883, Hülsen créé la Fondation Hülsen pour soutenir les membres de l'ensemble dans le besoin ou dans le besoin. Pendant cette période, il agit également pendant un certain temps en tant que président de l'Association allemande du théâtre (de). À ce titre, il impose les vacances théâtrales qui sont d'usage aujourd'hui et joue un rôle clé dans l'abolition de la musique interactive.
Six semaines avant son 71e anniversaire, Botho von Hülsen décède le 30 septembre 1886 à Berlin et y est enterré.

## Famille
Il se marie le 6 août 1849 à Blankenfelde avec l'écrivain Helene comtesse von Haeseler (1829-1892), une fille du comte Eduard von Haeseler. Le couple a plusieurs enfants :
- Maria Johanna Caroline Adolfine Hélène (née le 24 mai 1850 et morte le 29 octobre 1891) mariée avec Ludwig Hartwig genannt von Naso (de) (1842–1897), lieutenant général, parents d'Eckart von Naso (de)
- Hans Adolf Botho Wilhelm Georg Ulrich Hermann Dietrich (1852-1908), général d'infanterie prussien
- Elisabeth Karoline Luise Marianna Dorothea (née le 31 mai 1855 et morte le 29 octobre 1887) mariée en 1877 avec Karl Georg Geyr von Schweppenburg (de)
- Wilhelm Eduard Botho Kasimir Georg (1858–1922), directeur général du théâtre de la cour de Wiesbaden

## Réception
Botho von Huelsen n'a aucune condition préalable pour sa profession liée à l'art. Pour ne pas s'aliéner la cour et son attitude plutôt conservatrice, il s'appuie davantage sur les classiques traditionnels et rejette majoritairement la mise en scène moderne. Bien qu'il ait fourni à plusieurs reprises de magnifiques performances en tant que réalisateur, il est souvent incapable d'utiliser des acteurs tels que Ludwig Dessoir, Theodor Döring, Friedrich Haase, Hermann Hendrichs (de) ou Arthur Vollmer (de) conformément à leur performance. Il y a beaucoup de concurrence pour lui de la part des performances régulières de Meininger (de), et il peut difficilement rivaliser avec le Deutsches Theatre non plus.
Il ne met qu'à contrecœur Richard Wagner à l'affiche, lui reprochant sa participation à la révolution de 1848 à Dresde, qu'il a combattue militairement ; Wagner doît donc organiser lui-même la première de son Ring à Berlin devant l'Opéra de la Cour. Verdi est également peu entretenu.

## Citation
Max Martersteig (de) qualifie Hülsen "... l'esprit militaire personnifié dans la gestion du théâtre de la cour". Huelsen est considéré comme un représentant typique de la politique culturelle prussienne après 1848.